# Pierre Boutang
Pierre Boutang (Saint-Étienne, 20 de septiembre de 1916-Saint-Germain-en-Laye, 27 de junio de 1998) fue un filósofo, novelista, traductor y periodista francés. Fue profesor de metafísica en La Sorbona durante una década, siendo sucesor de Emmanuel Levinas en dicho cargo.
Ideológicamente, evolucionó en el seno de las corrientes maurrasianas y monárquicas de la extrema derecha francesa.
Su hijo, Pierre-André Boutang, fue un reconocido documentalista y fue uno de los dirigentes de la cadena de televisión franco-alemana Arte. Su otro hijo, Yann Moulier-Boutang, influido por Toni Negri, fue uno de los líderes del movimiento autónomo parisino.

## Elementos biográficos
Egresado de la Escuela Normal Superior en 1935 y de la agregación de filosofía en 1936, participa el mismo año en la redacción de Acción Francesa (revista del grupo homónimo) y se revela como un entusiasta partidario de las ideas de Charles Maurras.
Habiendo participado en el gobierno de Henri Giraud en el norte de África en 1943, cuando se fue a la Armada Colonial Francesa (en Túnez y Marruecos hasta 1946) fue revocado sin pensión y con la prohibición de enseñar después de la guerra. Desde entonces, se consagra totalmente al periodismo, colaborando en Aspects de la France –donde sus artículos de tendencia monarquista revelan un franco antisemitismo. Contribuye regularmente en Le Bulletin de Paris donde, bajo un seudónimo, cubre la crónica teatral. Esta actividad, le permite conocer personalidades, tales como los <<Hussards>> (Nimier, Blondin, Déon), Jean Anouilh, Alain Cuny, Sylvia Montfort, Jules Supevielle, Gustave Thibon, Armand Robin, Daniel Halévy, le peintre Georges Mathieu y Emmanuel Lévinas. Se relacionará también con el presidente Houphouët-Boigny y el Congoleño Fulbert Youlou.
Buscando renovar el monarquismo, articulando el mensaje con el cristianismo, funda con su amigo Michel Vivier el semanal La Nation Française, en 1955, donde firman les Hussards, pero también Marcel Aymé, Gustave Thibon, Armand Robin, etc. Quiere ser el “protegido de Sartre”. Uno detrás de otro, y en función de los eventos, va a apoyar o combatir al general de Gaulle, insistiendo en el modelo monárquico, sobre el cual reposa, según él, la constitución de la Quinta República. Sus amistades gaullistas evocan a Michel Debré, Jacques Foccard y Jacques Dauer. Aun denunciando eso que él llamó el <<terror>> practicado por la FLN (Frente de Liberación Nacional), Boutang no apoyó jamás las acciones de la Organización del Ejército Secreto. Esta posición, y su supuesto “filogaullismo”, incitaron a parte de sus colaboradores a fundar L’Esprit Public en diciembre de 1960, particularmente los escritores Raoul Girardet, Jean Brune y Philippe Héduy. 
A partir del año 1970, son raras las intervenciones políticas de Boutang, pero mostrará una fidelidad constante al Conde de París, la posición orleanista del monarquismo francés.
A continuación de diversas intervenciones, particularmente de Edmond Michelet y de Alain Peyrefitte, Boutang es reintegrado en la enseñanza por de Gaulle en 1967. Primero, es profesor de filosofía en el Instituto Turgot, y después se convierte en Profesor Titular  en la Universidad de Brest en 1974. Por último, fue nombrado catedrático de metafísica en la Sorbona, donde impartió clases hasta 1986, prolongando entonces su seminario a su domicilio en Saint-Germain-en-Laye hasta el final. Murió el 27 de junio de 1998.

## Obra

### Novelas
- La Maison un dimanche. Suivi de Chez Madame Dorlinde, Paris, La Table ronde, 1947. (Rééd. Paris, Éd. de la Différence, 1991).
- Quand le furet s'endort, Paris, La Table ronde, 1948.
- Le Secret de René Dorlinde, Paris, Fasquelle, 1958.
- Le Purgatoire, Paris, Le Sagittaire, 1976.

### Ensayos, filosofía
- (et Henri Dubreuil), Amis du Maréchal, Paris, F. Sorlot, coll. "Cahiers des amis du Maréchal" N.º 1, 1941
- Sartre est-il un possédé ?, Paris, La Table ronde, 1946
- La politique : la politique considérée comme souci, Paris, J. Froissart, 1948
- La République de Joinovici, Paris, Amiot-Dumont, 1949.
- Les Abeilles de Delphes, Paris, La Table ronde, 1952. Reedición en 1999 (Ed. des Syrtes)
- Commentaire sur quarante-neuf dizains de la 'Délie', Paris, Gallimard, 1953
- La Terreur en question, Paris, Fasquelle, 1958.
- L'Ontologie du secret, Paris, PUF, 1973. Reeditado en 2009 con prefacio de Jean-François Mattéi (PUF, collection 'Quadrige').
- Reprendre le pouvoir, Paris, Le Sagittaire, 1977.
- Gabriel Marcel interrogé. Entretien de 1970, Paris, Paris, J.-M. Place, 1977.
- Apocalypse du désir, Paris, Grasset, 1979. Reedición a Ed. du Cerf, 2009
- La Fontaine politique, Paris, J.-E. Hallier/A. Michel, 1981.
- Précis de Foutriquet. Contre Giscard, Paris, J.-E. Hallier/A. Michel, 1981.
- Maurras, la destinée et l'œuvre, Paris, Plon, 1984.
- Art poétique. Autres mêmes, Paris, La Table ronde, 1988.
- Karin Pozzi ou la quête de l'immortalité, Paris, Éd. de la Différence, 1991.
- (avec George Steiner), Dialogues. Sur le mythe d'Antigone. Sur le sacrifice d'Abraham, Paris, Lattès, 1994.
- La Fontaine. Les "Fables" ou la langue des dieux, Paris, Hachette, 1995.
- William Blake : manichéen et visionnaire, La Différence, 1990.
- La Source sacrée (Les Abeilles de Delphes II, posthume), Ed. du Rocher, 2003.
- « Dialogue sur le Mal », in Cahier de l'Herne Steiner, Pierre Boutang et George Steiner, dialogue animé par François L'Yvonnet, L'Herne, 2003.

### Traducciones
- Platon, Apologie de Socrate, Paris, J. et R. Wittmann, 1946.
- Platon, Le Banquet, Paris, Hermann, 1972.
- G. K. Chesterton, L'auberge volante (The Flying Ill), Lausannne-Paris, L'Âge d'homme, 1990.
- William Blake, Chansons et mythes, Paris, La Différence, 1889.

### Sobre Pierre Boutang
- Dossier H, "Pierre Boutang". Collectif (articles de Gabriel Matzneff, Vladimir Volkoff, George Steiner, Jean José Marchand, etc.), 440 pp. L'Age d'homme, 2002.
- Geneviève Jurgensen, "Pierre Boutang, l’art de l’absolu et du paradoxe", en La Croix, 30 de junio de 1998
- Jean-François Colosimo : "Pierre Boutang gardien de la Cité", Le Figaro-Magazine, 11 de julio de 2003
- Ghislain Sartoris : "Pierre Boutang" in Dictionnaire des philosophes, sous la direction de Denis Huisman, PUF, 1984.
- Patrick Kechichian, "Pierre Boutang, un intellectuel engagé. De Maurras à Mitterrand", dans Le Monde, 30 de junio de 1998
- Anne-Marie Koenig, "La voix du cœur", dans Le Magazine littéraire. N.º 296, febrero de 1992, p. 104.
- Sébastien Lapaque, "La longue marche spirituelle de Pierre Boutang", dans Le Figaro littéraire, 19 de junio de 2003
- Gérard Leclerc : "Pierre Boutang et l'Eglise", La France Catholique, 17 de enero de 2003
- Sébastien Lapaque, "Salut à Pierre Boutang", en Le Figaro, 3 de octubre de 2002
- Joseph Macé-Scaron, "La mort de Pierre Boutang: un métaphysicien intransigeant", dans Le Figaro, 29 de junio de 1998
- Pierre Marcabru, "Pierre Boutang : un gentilhomme d’un autre temps", dans Le Figaro, 16 de diciembre de 1999